# St Mary's Bay, Kent
St Mary's Bay (även: The Bay) är en ort i grevskapet Kent i sydöstra England. Orten ligger i distriktet Folkestone and Hythe på Romney Marsh, cirka 10 kilometer sydväst om Hythe samt cirka 4 kilometer nordost om New Romney. Tätorten (built-up area) hade 2 966 invånare vid folkräkningen år 2021.